# Triángulo de Kepler

fig. tk1: El triángulo de Kepler es un triángulo rectángulo formado por tres cuadrados con áreas en progresión geométrica de acuerdo al número áureo.

El triángulo de Kepler es un triángulo rectángulo con lados en progresión geométrica. La relación entre lados de un triángulo de Kepler, está vinculada al número áureo.

{\displaystyle \varphi ={1+{\sqrt {5}} \over 2}}

y puede ser escrita: {\displaystyle 1:{\sqrt {\varphi }}:\varphi }, o aproximadamente 1 : 1,272 : 1,618. Los cuadrados de los lados de este triángulo (véase fig. tk1) están en progresión geométrica de acuerdo al número áureo.
Los triángulos con dicha relación son llamados triángulos de Kepler, dado que el matemático y astrónomo alemán Johannes Kepler (1571–1630) fue el primero en demostrar que este triángulo se caracteriza por tener una relación entre los catetos y la hipotenusa igual a la proporción áurea. El triángulo de Kepler combina dos conceptos clave de la matemática, el teorema de Pitágoras y número áureo, lo cual fascinó profundamente a Kepler, como quedó expresado en su propia cita:

La geometría tiene dos grandes tesoros: uno es el teorema de Pitágoras, el otro la división de un segmento entre el extremo y su proporcional. Al primero lo podemos comparar a un montón de oro, al segundo lo podemos llamar una piedra preciosa.
 traducción de cita de Johannes Kepler

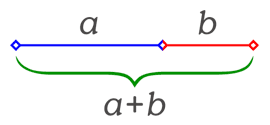
fig.me1: Una sección áurea es una división en dos partes de un segmento, según las proporciones dadas por el número áureo. La longitud total a + b es al segmento más largo a, como a es al segmento más corto b.

Para una aclaración del significado de “la división de un segmento entre el extremo y su proporcional”, ver fig.me1.

## Deducción
El hecho de que un triángulo de lados {\displaystyle 1}, {\displaystyle {\sqrt {\varphi }}} y {\displaystyle \varphi } sea rectángulo, se deduce con solo reescribir el polinomio cuadrático de definición del número áureo {\displaystyle \varphi }:

{\displaystyle \varphi ^{2}=\varphi +1\,}

en la forma del teorema de Pitágoras:

{\displaystyle (\varphi )^{2}=({\sqrt {\varphi }})^{2}+(1)^{2}.}

## Relación con las medias aritmética, geométrica, y armónica
Para números reales positivos a y b, sus media aritmética, media geométrica y media armónica, son las longitudes de los lados de un triángulo rectángulo, si y solo si tal triángulo es un triángulo de Kepler.

## Cómo construir un triángulo de Kepler

fig.ct1: Método para construir un triángulo de Kepler mediante la proporción áurea.

Un triángulo de Kepler puede ser construido usando solo regla y compás creando primero un rectángulo áureo:
1. Construir un cuadrado, (rojo en fig.ct1).
2. Trazar una línea desde el punto medio de uno de sus lados hasta un vértice del lado opuesto.
3. Utilizar la longitud de esa línea, como radio para dibujar un arco (gris en la figura) que define la altura de un rectángulo áureo.
4. Completar el dibujo de dicho rectángulo.
5. Úsese el lado largo de la derecha del rectángulo, para trazar un arco hasta que intercepte al lado opuesto del rectángulo, dicha intersección define las longitudes de la hipotenusa y del cateto mayor del triángulo de Kepler (área marrón en fig.ct1).

Kepler lo construía de manera diferente. Según una carta que le escribió a su antiguo profesor Michael Mästlin: "Si un segmento se divide entre el extremo y su proporcional, y se toma como hipotenusa de un triángulo rectángulo cuyo ángulo recto se halle sobre el punto que divide a la hipotenusa en dichas partes, entonces el cateto menor tendrá la misma longitud que la parte más larga del segmento de partida (ahora hipotenusa)."

## Curiosidades
Algunas fuentes afirman que se puede reconocer en la gran pirámide de Guiza un triángulo con dimensiones aproximadas a un triángulo de Kepler.

El corte de la pirámide de Keops es muy aproximada a dos triángulos de Kepler enfrentados.